# Carbonia-Iglesias (provins)
Carbonia-Iglesias var en provins i den italienska regionen Sardinien och dess huvudorter var Carbonia och Iglesias. Provinsen bildades 2001 genom en utbrytning från provinsen Cagliari och provinsen upphörde 2016 när kommunerna ingår i den nya provinsen Sydsardinien.

## Administrativ indelning
Provinsen Carbonia-Iglesias var indelad i 23 comuni (kommuner) 2015.

## Geografi
Provinsen Carbonia-Iglesias gränsade:
- i norr mot provinsen Medio Campidano
- i öst mot provinsen Cagliari
- i syd och väst mot Medelhavet